# Красныстав (гмина)
Красныстав (пол. Krasnystaw) — сельская гмина (волость) в Польше, входит как административная единица в Красноставский повет, Люблинское воеводство. Население — 9102 человека (на 2004 год).

## Сельские округа
1. Бялка
2. Бзите
3. Чарнозем
4. Ясликув
5. Юзефув
6. Касьян
7. Крупе
8. Крупец
9. Крыница
10. Лятычув
11. Малохвей-Дужы
12. Малохвей-Малы
13. Неменице
14. Неменице-Колёня
15. Острув-Крупски
16. Роньско
17. Сенница-Надольна
18. Стенжыца-Надвепшаньска
19. Стенжыца-Колёня
20. Стенжыца-Ленчиньска
21. Виднювка
22. Винцентув
23. Закренце
24. Заставе-Колёня
25. Зажулкев
26. Тулигловы
27. Ланы

## Соседние гмины
1. Гмина Гожкув
2. Гмина Избица
3. Красныстав
4. Гмина Красничин
5. Гмина Лопенник-Гурны
6. Гмина Реёвец
7. Гмина Сенница-Ружана